# Euregio Bayerischer Wald – Böhmerwald – Unterer Inn
Die Euregio Bayerischer Wald – Böhmerwald – Unterer Inn e. V. (tschechisch Euroregion Šumava – Bavorský les – Dolní Inn) ist ein 1993 gegründeter kommunaler Verband. Er stellt den bayerischen Anteil an der trilateralen Euregio Bayerischer Wald – Böhmerwald – Mühlviertel, die Gebiete des Böhmerwaldes in Tschechien, des Bayerischen Waldes in Deutschland und des Mühlviertels in Österreich umfasst. Die tschechische Sektion ist die Euroregion Šumava – Südwestböhmen (Euroregion Šumava – jihozápadní Čechy), die österreichische Sektion ist die Euregio Bayerischer Wald – Böhmerwald/Regionalmanagement Mühlviertel. Die bayerische Sektion der Euregio ist ein eingetragener Verein nach deutschem Recht, der mehr als 150 Mitglieder hat. Die Euregio trägt zur Stärkung der grenzübergreifenden Zusammenarbeit bei und fördert die Kontakte zwischen den beteiligten Regionen und Institutionen. Zudem versucht die Euregio, die Schranken zwischen den Bevölkerungen abzubauen und das gegenseitige Vertrauen zu stärken.

## Gebiet

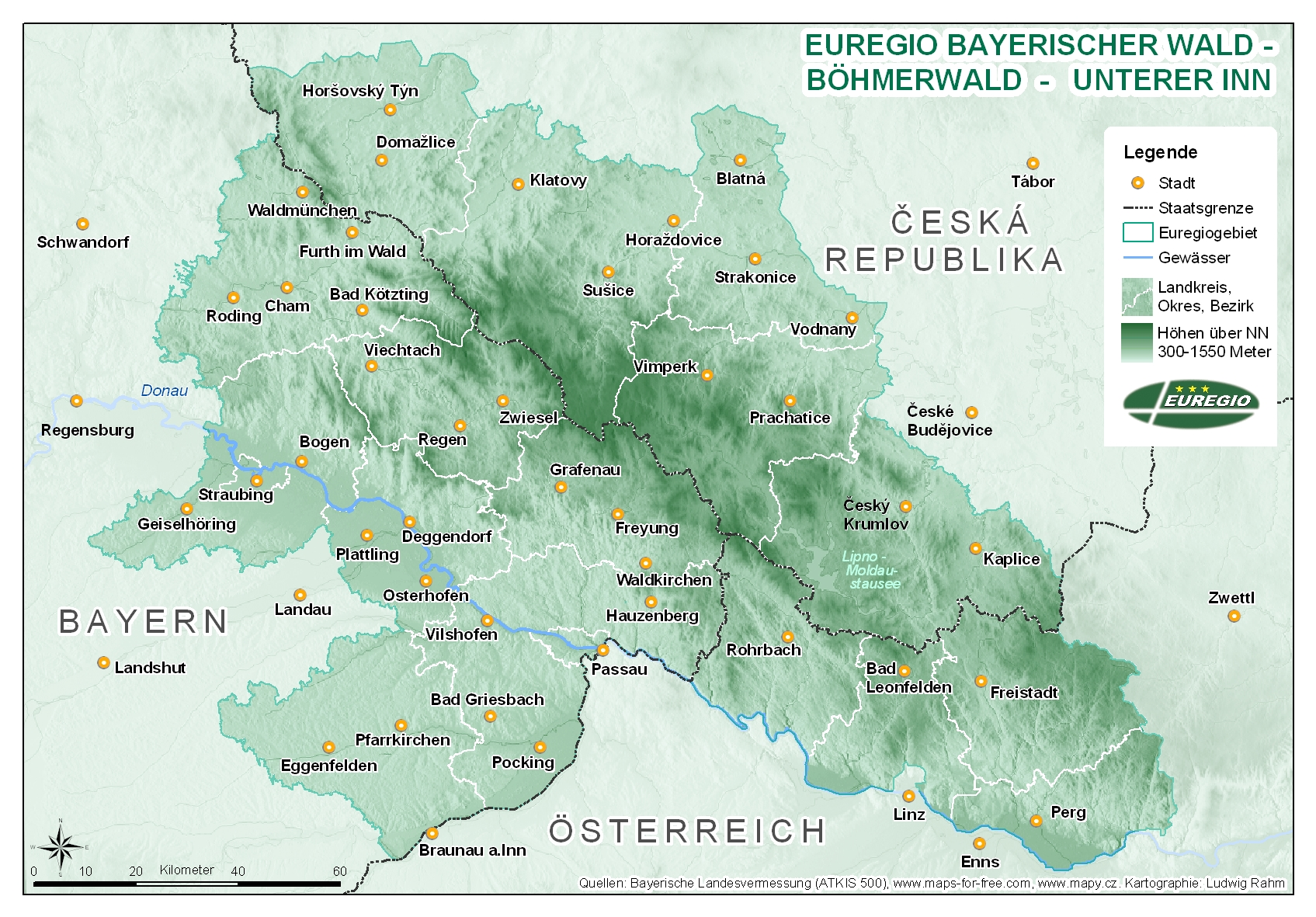

Das Gebiet der Euregio umfasst Teile Niederbayerns in Deutschland, Süd- und Westböhmens in Tschechien und des Mühl- und Innviertels in Österreich mit einer Gesamtfläche von ca. 16.000 km². Im Gebiet leben rund 1,3 Millionen Menschen in 350 Städten und Gemeinden. Große Bereiche des Gebiets liegen zudem im Nationalpark Bayerischer Wald auf deutscher und im Nationalpark Šumava auf tschechischer Seite.

## Geschichte
Am 25. Januar 1993 wurde in Cham die Euregio Bayerischer Wald – Böhmerwald gegründet. Diese wurde am 20. September 1993 in Český Krumlov durch den Beitritt des Mühlviertels zur trilateralen bayerisch – tschechisch – österreichischen Euregio Bayerischer Wald - Böhmerwald - Mühlviertel erweitert.
Mit dem Fall des Eisernen Vorhangs galt anfangs das Hauptinteresse der Euregio dem Abbau des Misstrauens zwischen den Ländern und dem Beginn neuer Gespräche. Politiker der drei Länder nahmen sich die Euregio an der deutsch-holländischen Grenze als Vorbild und übertrugen das Konzept auf die Dreiländerregion Deutschland – Österreich – Tschechien. Federführend hierbei waren Dr. Christoph Leitl (Oberösterreich), Ingo Weiß (Niederbayern) und Jan Vrána (Böhmerwald).
Geleitet von dem Gedanken der europäischen Nachbarschaft gingen die Länder und Regionen wieder aufeinander zu und intensivierten ihre Zusammenarbeit und Kommunikation.
2004 wurde die Euregio Bayerischer Wald – Böhmerwald durch den Beitritt des Landkreises Rottal-Inn zur Euregio Bayerischer Wald – Böhmerwald – Unterer Inn erweitert.

## Aufgaben
Der Abbau der Vorurteile ist auch heute noch von elementarer Bedeutung für die Arbeit der Euregio, doch hat sich der Aufgabenbereich der Euregio mittlerweile um weitere Kernthemen erweitert:
- Grenzüberschreitende Koordination, Planung und Entwicklung in politischen, sozialen, wirtschaftlichen und kulturellen Themenbereichen, die von gemeinsamem Interesse sind
- Vertretung regionaler Interessen und Inhalte
- Anlaufstelle für grenzüberschreitende Projekte zwischen Bayern, Tschechien und Österreich
- Initiierung nachhaltiger, innovativer Projekte der Regional- und Wirtschaftspolitik, Steigerung der Standortattraktivität und der Wettbewerbsfähigkeit in der Region und Erhöhung der Lebensqualität in der Region
- Betreuung regionaler Projekte durch Unterstützung bei der Planung, Koordination und Durchführung wichtiger grenzüberschreitender Maßnahmen
- Vertretung der Grenzregion auf europäischer Ebene in der Arbeitsgemeinschaft Europäischer Grenzregionen (AGEG)
- Information der Bürger zu relevanten Themen der Europäischen Union
- Beratung bei der Beschaffung von nationalen und europäischen Fördermitteln (EU, Bund, Land bzw. Kreis)

Aus dem Europäischen Fonds für regionale Entwicklung (EFRE) stehen für das Gebiet der Euregio EU-Mittel für grenzübergreifende Projekte zur Verfügung, wenn sie im Rahmen der Programme Ziel ETZ Tschechische Republik – Freistaat Bayern 2014 – 2020 und INTERREG V-A Österreich – Deutschland/Bayern 2014 – 2020 förderfähig sind.
Seit 2012 wirkt die Euregio außerdem aktiv am Aufbau der Europaregion Donau-Moldau mit.

## Organisation
Die Arbeit erfolgt größtenteils innerhalb der Sektionen, für die Euroregion Šumava – jihozápadní Čechy in Klatovy, für die Euregio Bayerischer Wald - Böhmerwald - Regionalmanagement Mühlviertel in Freistadt und für die Euregio Bayerischer Wald – Böhmerwald – Unterer Inn in Freyung.
Die trilateral besetzte "Euregio-Versammlung" hält hierbei den Vorsitz.
Als eingetragener Verein besitzt die bayerische Euregio einen Vorstand, dieser besteht aus drei Landräten der Mitgliedslandkreise. Aktuell (Stand: März 2015) hält der Landrat des Landkreises Freyung-Grafenau Sebastian Gruber den Vorsitz. Seine Stellvertreter sind der Chamer Landrat Franz Löffler und der Passauer Landrat Franz Meyer.
Als erweiterter Vorstand fungiert zudem der Hauptausschuss der Euregio.
Zudem unterhält die Euregio eine Geschäftsstelle in Freyung.
Die tschechische Sektion wird vom Bürgermeister der Gemeinde Bělá nad Radbuzou Libor Picka und die österreichische von LAbg. KommR Gabriele Lackner-Strauss geleitet.

## Mitglieder
Mitglieder sind sowohl die Städte und Gemeinden der jeweiligen Kreise bzw. Bezirke sowie die Kreise und Bezirke selbst und weitere Vereine und Organisationen:
Euregio Bayerischer Wald – Böhmerwald – Unterer Inn
Kreise in Deutschland
- Cham
- Regen
- Freyung-Grafenau
- Deggendorf
- Straubing-Bogen
- Passau
- Rottal-Inn

kreisfreie Städte in Deutschland
- Straubing
- Passau

Euroregion Šumava – jihozápadní Čechy
Bezirke (okres) in Tschechien
- Český Krumlov
- Prachatice
- Domažlice
- Klatovy
- Strakonice

Euregio Bayerischer Wald – Böhmerwald – Regionalmanagement Mühlviertel
Bezirke in Österreich
- Freistadt
- Perg
- Rohrbach
- Urfahr-Umgebung